# Непобедимый Шаолинь
«Непобедимый Шаолинь» (кит. 南少林與北少林, англ. Invincible Shaolin) — фильм с боевыми искусствами режиссёра Чжан Чэ, вышедший в 1978 году.

## Сюжет
Генерал Цинской империи придумывает план, чтобы избавить империю раз и навсегда от мастеров Шаолиня. Он приглашает трёх экспертов с Северного Шаолиня в свой особняк на соревнование с тремя мастерами с Южного Шаолиня. Согласно указу, Шаолинь был обязан предоставить специалистов для обучения войск Цин боевым искусствам. Мастера из Северного Шаолиня легко побеждают своих соперников с юга. После конкурса, позже ночью, генерал посещает южан в их апартаментах и тайно убивает их. Затем он приказывает своему подчинённому поехать в Южный Шаолинь и сообщить, что в убийстве их мастеров виноваты северяне. Учитель погибших мастеров верит в то, что северяне сделали это. С этого начинается внутренний конфликт двух школ Шаолиня. Только тогда, когда эксперты Южного Шаолиня вступают в последнюю схватку с мастерами севера, генерал раскрывает всю правду. Обе школы понимают, что их обманули и ими манипулировали. Объединившись, южане и северяне сражаются с генералом и его войсками, чтобы дать некоторым из учеников сбежать и раскрыть заговор Цин по уничтожению Шаолиня.

## В ролях
| Актёр        | Роль                        |
| ------------ | --------------------------- |
| Лу Фэн       | Пау Саньхун                 |
| Сунь Цзянь   | Чхёй Фон                    |
| Цзян Шэн     | Ён Чунфэй                   |
| Вай Пак      | Мак Фун                     |
| Филип Куок   | Хо Инмоу                    |
| Ло Ман       | Чю Чаньсин                  |
| Ню Ню        | Чхёй-ин                     |
| Джонни Ван   | генерал                     |
| Чжань Сэнь   | учитель Мак Кэй             |
| Ян Сюн       | боец Южного Шаолиня Мак Юнь |
| Ю Цуйлин     | продавщица фрутов Сиулин    |
| Кара Хуэй    | Сау Инь                     |
| Чин Мяо      | дровосек                    |
| Вон Чхинхо   | учитель Лён                 |
| Сунь Шупэй   | Фа Сёнь                     |
| Дик Вэй      | боец Южного Шаолиня         |
| Тони Тхам    | боец Южного Шаолиня         |
| Сиу Юклун    | боец Южного Шаолиня         |
| Лам Файвон   | императорский телохранитель |
| Сунь Синьсян | боец Южного Шаолиня         |
| Юй Тайпин    | боец Южного Шаолиня         |
| Чау Маклэй   | ученик Южного Шаолиня       |
| Лау Фонсай   | солдат Цин                  |
| Чань Чикён   |                             |
| Лай Яухин    | ученик Южного Шаолиня       |
| Чань Хун     |                             |
| Ха Куоквин   | солдат Цин                  |

## Съёмочная группа
- Компания: Shaw Brothers
- Продюсер: Шао Жэньлэн
- Режиссёр: Чжан Чэ
- Сценарист: Ни Куан[кит.], Чжан Чэ
- Ассистент режиссёра: Цзян Шэн[англ.], Чань Яумань
- Постановка боевых сцен: Лён Тхин, Роберт Тай, Лу Фэн
- Художник: Джонсон Цао
- Монтажёр: Цзян Синлун
- Грим: У Сюйцин
- Дизайнер по костюмам: Лю Цзию
- Оператор: Чхоу Вайкхэй
- Композитор: Фрэнки Чань[кит.]